# Clearwater 175
Clearwater 175 är ett reservat i Kanada.   Det ligger i provinsen Alberta, i den centrala delen av landet, 2 700 km väster om huvudstaden Ottawa.
I omgivningarna runt Clearwater 175 växer i huvudsak blandskog. Trakten runt Clearwater 175 är nära nog obefolkad, med mindre än två invånare per kvadratkilometer.